# Robert Betts Laughlin
Robert Betts Laughlin (Visalia, 1 november 1950) is een Amerikaans natuurkundige die in 1998 met Horst Ludwig Störmer en Daniel Chee Tsui de Nobelprijs voor Natuurkunde kreeg "voor hun ontdekking van een nieuwe vorm van kwantumvloeistof met excitatie die een gedeeltelijke lading dragen".

## Biografie
Laughlin studeerde natuurkunde aan de Universiteit van Californië - Berkeley, daar haalde hij in 1972 zijn bachelor. Na de militaire dienst van 1972 tot 1974 studeerde hij verder aan het Massachusetts Institute of Technology in Cambridge. Hij promoveerde in 1979. Vervolgens was hij van 1979 tot 1981 verbonden aan Bell Labs en van 1982 tot 2004 bij het Lawrence Livermore National Laboratory. Vanaf 1985 was hij tevens docent en vanaf 1989 hoogleraar natuurkunde aan de Stanford-universiteit. Van 1992 tot 2004 was hij er benoemd tot Anne T. and Robert M. Bass Professor.
In 1983 vond Laughlin een theoretische verklaring voor het fractionele kwantum-hall-effect (FQHE) door het bestaan te voorspellen van fractioneel geladen quasi-deeltjes. FQHE, dat het jaar daarvoor was ontdekt door Störmer en Tsui, is een natuurkundig fenomeen dat zich manifesteert in een tweedimensionaal elektronensysteem bij extreem lage temperaturen en zeer sterke magneetvelden. Onder deze condities gaan elektronen in halfgeleiders zich merkwaardig gedragen: ze vormen koppels, vergelijkbaar met supergeleiding in metalen. Het gevolg is dat elektronen zich opsplitsen in quasi-deeltjes met een fractionele lading, zoals e/3, e/5 en e/7.
Van 2004 tot 2006 was hij verbonden aan het Korea Advanced Institute of Science and Technology KAIST in Daejeon, dat ligt in Zuid-Korea.

## Werk
Door middel van theoretische analyse liet Laughlin zien dat elektronen in een sterk magnetische veld kunnen condenseren tot een soort kwantumvloeistof die vergelijkbaar is met kwantumvloeistoffen die optreden in supergeleiding en vloeibaar helium. Kwantumvloeistoffen hebben bepaalde overeenkomstige eigenschappen, zoals superfluïditeit, maar laten ook belangrijke verschillen in gedrag zien. Een van de opmerkelijkste is dat als een elektron wordt toegevoegd de vloeistof beïnvloed zal worden en een aantal gefractioneerde geladen quasideeltjes creëert. Deze quasideeltjes zijn geen deeltjes in de normale context maar bestaan uit een combinatie van elektronen en fluxkwantums - een resultaat van een gemeenschappelijke relatie van de elektronen in de kwantumvloeistof.
Laughlin was de eerste wetenschapper die kon aantonen dat deze quasideeltjes de correcte fractioneel lading hebben om de resultaten van Stormer en Tsui te verklaren met betrekking to het fractioneel kwantum-Hall-effect, hoewel de verklaring van Laughlin alleen van toepassing was op v = 1/(2m+1), waarbij m een geheel getal is.
Daarop volgende metingen lieten steeds meer fractioneel geladen stappen zien in het Hall-effect en de theorie van Laughlins kwantumvloeistof bewees in staat te zijn alle experimenteel gevonden stappen te verklaren.

## Werken
- 2005 - A Different Universe: Reinventing Physics from the Bottom Down
- 2008 - The Crime of Reason, and the Closing of the Scientific Mind
- 2011 - When Coal Is Gone